# Queen's Theatre
Le Sondheim Theatre est un théâtre situé dans le West End de Londres (à Shaftesbury Avenue, au coin de la Wardour Street, dans la Cité de Westminster). Il a ouvert le 8 octobre 1907 sous le nom de Queen's Theatre et est une copie de son voisin tout proche, le Hicks Theatre (désormais le Gielgud Theatre) ouvert dix mois plus tôt. Les deux théâtres ont été conçus par W. G. R. Sprague.
Ce théâtre jusqu'alors appelé Queen's Theatre ferme pour rénovation en juillet 2019 pour une réouverture en décembre 2019 sous son nouveau nom de Sondheim Theatre,. Avant et après cette rénovation, le spectacle présenté est la comédie musicale Les Misérables.